# Lazar Ludvig Zamenhof
Lazar Ludvig Zamenhof ((polj.) Ludwik Łazarz Zamenhof) (15. prosinca 1859. – 14. travnja 1917.) se rodio u gradu Bjalistoku koji se danas nalazi u Poljskoj, a u vrijeme njegova rođenja bio je u sastavu Litvanskih provincija carske Rusije. Tvorac je međunarodnog planskog umjetnog jezika esperanto.

## Životopis
Roditelji (otac Marko (Mordehaj/Markus) (učitelj) i majka Rozalija) su mu bili Židovi porijeklom iz Litve.
Djetinjstvo je proveo u Bjalistoku. Bjalistok je bio višenacionalni grad – u njemu su se govorili mnogi jezici kao: ruski, poljski, litavski, jidiš i drugi. Tada je već bio svjedokom velike netrpeljivosti između različitih jezičnih i nacionalnih skupina. Tako se u njemu, još u dječačkoj dobi, razvila želja za pomirbom među narodima, koju je ostvarivao stvarajući jedan jezik, zajednički svim narodima. Tako je nastao međunarodni jezik esperanto. Time se bavio i kao gimnazijalac, i kao student, i kao liječnik. A kad je taj jezik objavio, do kraja života se posvetio njegovu razvijanju i širenju.
U Moskvi (1879. – 1881.) je studirao medicinu, a iz financijskih razloga nastavio je studij u Varšavi (1881. – 1885.). U Beču je 1886. specijalizirao očnu medicinu.
Primitivan (rudimentaran) oblik esperanta («Lingwe universala») bio je dovršen do početka zime 1878, kada je sa svojim gimnazijskim kolegama upriličio proslavu pod nazivom «Dan rođenja međunarodnog jezika». Međutim, dok je njegovim školskim kolegama to bila zabava, koju su, nakon poruge starijih, brzo zaboravili, Zamenhof svoj jezični projekt postupno usavršava tako da u 1881. godini postoje tri u mnogo čemu različita jezična projekta. Tek je 1885. godine jeziku dao konačan oblik. Naredne dvije godine tražio je izdavača.
Prvi udžbenik esperanta izašao je iz tiska 26. srpnja 1887. godine u Varšavi i to na ruskom jeziku (Mježdunarodnij jazik; Dr. Esperanto). Udžbenik je izdan pod pseudonimom Dr. Esperanto, pa je po tom pseudonimu L.L. Zamenhofa jezik dobio svoje ime. (Esperanto na esperantu znači "onaj koji se nada"). Udžbenik je doživio svijetlo dana zahvaljujući novčanoj pomoći od oca svoje supruge Klare (djevojačko prezime Silbernik), koji je bio mali tvorničar.
Živeći u multietničkoj i višejezičnoj sredini govorio je više jezika koje je poznavao kao materinji. U obitelji se govorilo više jezika pa je teško reći koji mu je pravi materinji. Govorio je ruski, njemački, poljski, jidiš i kasnije esperanto. Književnost je čitao i na francuskom, grčkom, latinskom, talijanskom, engleskom, židovskom (hebrejskom) i Volapüku (umjetni jezik prije esperanta). Poznavao je i španjolski i litavski. Otac mu je u kući govorio ruski, a majka i jidiš, dok mu je supruga Klara bila Litavka. Stoga, iako nije bio školovani jezikoslovac, Zamenhof je imao veliko znanje i iskustvo na području jezika.
Klara mu je postala suprugom 1887. Prva kćerka Sofia rođena je 1889. i postat će liječnica, druga kćerka Lidija rođena 1904. vjerno će slijediti put svoga oca organizirajući poduku esperanta. I sin Adam je bio liječnik i govorio je esperanto.
Studenog 1897. obitelj se nastanjuje u Varšavi, u siromašnoj židovskoj četvrti. Godinama se teško probijajući u svojoj struci, Zamenhof je sa svojom obitelji živio skromno, radeći i do iznemoglosti. Poznati su slučajevi kad je svoje siromašne pacijente (a većina su bili takvi) čak morao liječiti i besplatno. Uza sve to, stigao se baviti i esperantom, prevoditi knjige na njega, dopisivati se s istaknutim esperantistima, rješavati jezične i organizacijske probleme i jačati esperantski pokret.
Tek 1905. po prvi puta u 20 godina dobiva prigodu da sa suprugom otputuje na prvi esperantski kongres u Boulogne-sur-mer u Francuskoj. Od tada do kraja života (1917.) posjećuje svjetske esperantske kongrese.
Osobine su Zamenhofa bile da je bio omanjeg rasta, smeđe sive bradice, visokog čela i ćelave glave. Bijaše pedantno uredan, naivan u poslovima, bojažljiv pred publikom, nenaklonjen svim javnim ceremonijama, prirodno skroman i strpljiv, trudio se ublažiti svaki sukob, imao je duboko osjećanje za pravednost.
U drugom svjetskom ratu, u Holokaustu, istrijebljena je skoro sva Zamenhofova obitelj. Sina Adama nacisti su ubili u Varšavi, a obje kćerke Lidiju i Sofiju usmrtili su u plinskim komorama Treblinke 1942, godine. Preživio je samo njegov unuk Luj-Kristofer Zaleski-Zamenhof (Louis-Cristopher Zaleski-Zamenhof), koji sada živi u Francuskoj.
(Napomena: U Hrvatskoj je izdana knjiga Romana Dobrzynskog «Zamenhofova ulica», koja sadrži razgovore s dr. L.C. Zaleski Zamenhofom. Prevedena je s esperanta. U njoj se putem intervjua opisuje kako je preživio holokaust, ali razgovara se i o obitelji Zamenhof i o ranim danima esperanta, kao i raznim povijesnim zbivanjima u dvadesetom stoljeću. Izdanje Sveučilišna knjižara Zagreb, 2005. )
Kao inicijator, odnosno tvorac esperanta mnogo je radio na prevođenju značajnih djela svjetske književnosti ne esperanto, a da ne govorimo o radu na stvaranju rječnika za pojedine nacionalne jezika te udžbenike i slično.
Najznačajniji prijevodi su mu: William Shakespeare "Hamlet" (Hamleto), Charles Dickens "Bitka života" (La Batalo de la Vivo),  "Ifigenija na Tauridi", Biblija (Stari zavjet i dobrim dijelom i Novi zavjet), Basne Andersena itd. Od izvornih djela poznato je nekoliko njegovih pjesama ("La espero", "La vojo", "Ho, mia kor'", "Pregho sub verda standardo", "Mia penso"). "La espero" (Nada) je uglazbljena i postala je esperantskom himnom. Objavio je i zbirku poslovica na esperantu ("Proverbaro"), kao i raspravu "Esenco kaj estonteco de la ideo de la lingvo internacia" (Bit i budućnost ideje o međunarodnom jeziku) i niz jezičnih savjeta, koja je u obliku pisama ili novinskih članaka davao ostalim esperantistima ("Lingvaj respondoj"; Jezični odgovori).
Umro je 1917. godine, u jeku Prvog svjetskog rata, u Varšavi pod njemačkom okupacijom, duboko nesretan zbog tog rata – on koji se cijelog života zalagao za pravednost, slogu i razumijevanje među narodima. Jezik esperanto, međutim, živi i dalje.